# 图谢
图谢（法語：Touchay，法語發音：[tuʃɛ]）是法国谢尔省的一个市镇，位于该省西南部，属于圣阿芒蒙龙区。

## 地理
图谢（46°42'44"N, 2°12'42"E）面积23.41 平方千米，位于法国中央-卢瓦尔河谷大区谢尔省，阿尔农河流经境内南部。
与图谢接壤的市镇（或旧市镇、城区）包括：伊德圣罗克、伊讷伊、利涅尔、迈索奈、勒宰、利涅尔地区圣伊莱尔。
图谢的时区为UTC+01:00、UTC+02:00（夏令时）。

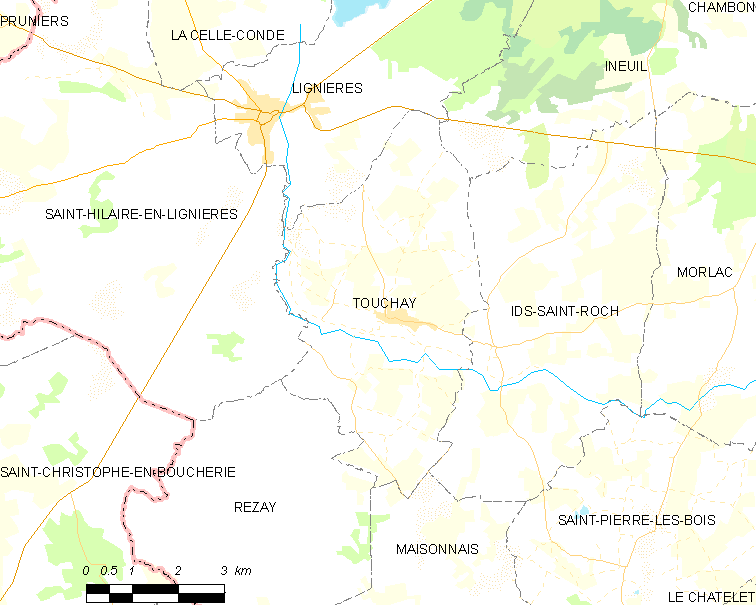
图谢的OSM定位图

## 行政
图谢的邮政编码为18160，INSEE市镇编码为18266。

## 政治
图谢所属的省级选区为沙托梅扬县。

## 交通
谢尔省省道D69线经过市中心，另有省道D65线经过境内南部。

## 人口

1962-2008年间图谢人口变化图示

图谢于2022年1月1日时的人口数量为224人。